# Onze-Lieve-Vrouwe van Handel

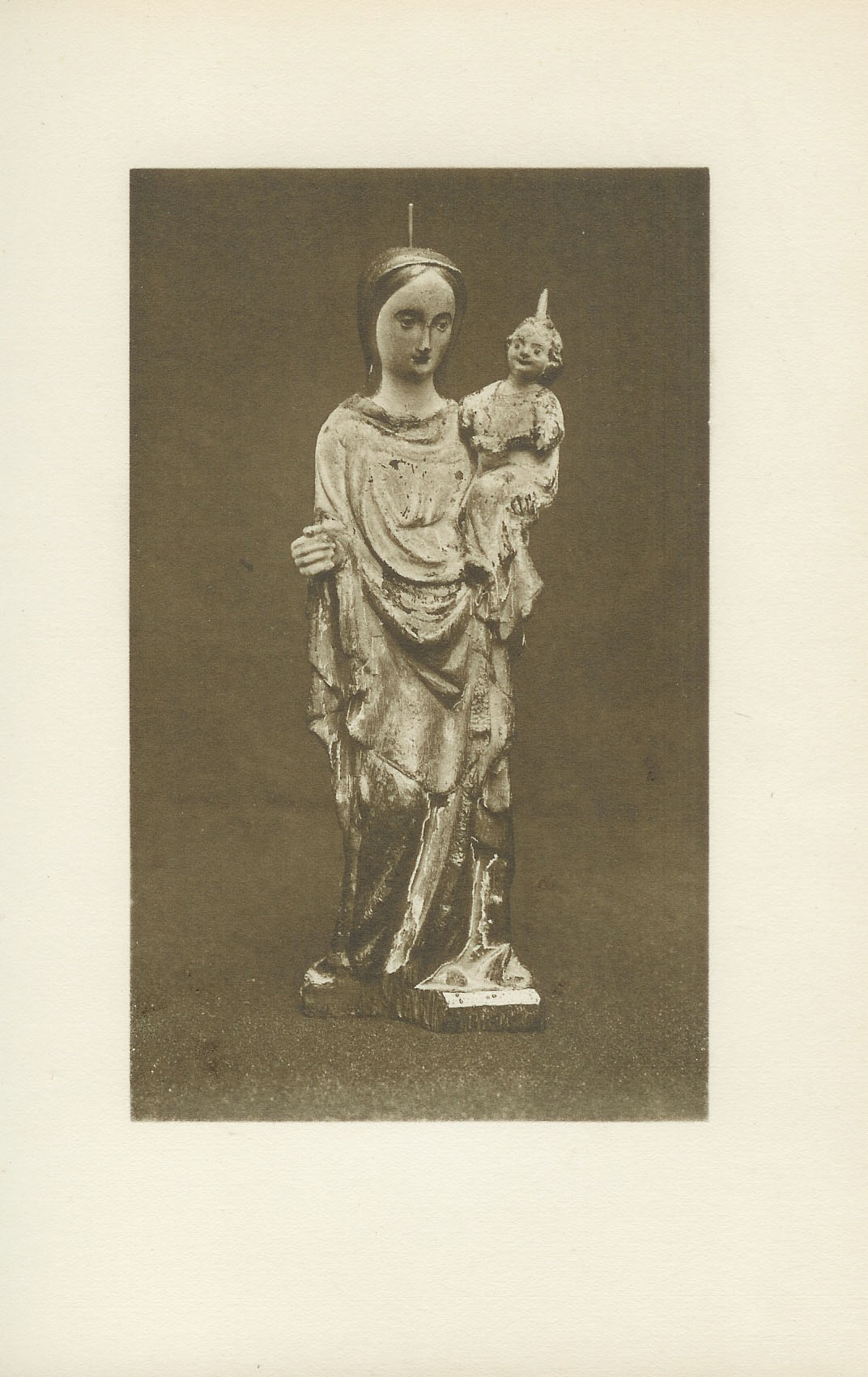
Onze Lieve Vrouwe van Handel

Onze Lieve Vrouwe van Handel is een van de bekendste Noord-Brabantse genadebeelden van de moeder Gods en bevindt zich in de Onze-Lieve-Vrouw-Tenhemelopnemingskerk in Handel. Al in ieder geval aan het begin van de vijftiende eeuw stond in Handel een kapel toegewijd aan Maria en werd haar beeltenis in hoge ere gehouden. Het zou door een herder op het veld zijn gevonden op een doornstok. Wanneer dit precies moet zijn gebeurd is niet duidelijk, maar omdat het beeldje duidelijke stijlkenmerken vertoont van de overgang van de 13e naar de 14e eeuw kan het nooit vóór die tijd zijn geweest (vergelijk het met de Zoete Moeder van 's-Hertogenbosch uit ruwweg dezelfde periode.)

## Het Ossenwonder, de kapel en de bron
Men wilde een kapel bouwen op de plaats waar het beeldje gevonden was, maar de ossen die de wagen trokken waarop de bouwmaterialen lagen wilden geen halt houden en liepen nog even door, tot de plaats waar nu de bedevaartskerk staat. Bij de bouw van het eerste godshuis was er, in die zanderige streek, al snel te weinig water, en op wonderbaarlijke wijze welde er een klein bronnetje op, dat er nog altijd is, en waarvan het water als geneeskrachtig wordt beschouwd. Tegenwoordig staat er een sierlijk neogotisch bronhuisje op. Een lieflijke legende vertelt dat het lieve vrouwke eens in die bron haar kleedje gewassen heeft en het daarna op de doornstruik te drogen heeft gehangen. Vanaf welk moment het beeldje als wonderdadig werd beschouwd is niet officieel bekend, maar het moet wel vanaf de vondst zijn geweest. Zoals pater Kronenburg ergens opmerkt gaat anders niemand een kapel bouwen op een plaats waar niemand woont. Uit latere tijden zijn er veel wonderen en genezingen van dit genadeoord bekend.

## Oorlogsgeweld en reformatie
Hoewel Handel in de Commanderij van Gemert lag, een vrije heerlijkheid die na de Opstand tegen Spanje niet onder de protestantse Staten-Generaal viel, was er toch wel enige keren sprake van vernielingen tijdens oorlogshandelingen. Zo werd in 1588 het interieur door soldaten niet alleen van kostbaarheden, maar zelfs van vensterlood en dakgoten ontdaan. Daarna stalden ze er hun beesten voor het altaar.

## Verraad
Het heiligdom kwam pas echt in gevaar toen in 1648 de verraderlijke commandeur Ulric van Hoensbroek van zijn geloof viel en het hele gebied de voor rooms-katholieken toen nog zeer tirannieke Staten-Generaal in handen speelde. De rector van het heiligdom werd weggejaagd en de gelovigen geweerd. Pater Kronenburg geeft hier een ooggetuigenverslag van de toenmalige kapelaan Quix: "Int jaer 1648 den 24 July zijn wij door verraet, factie ende conspiratie van Hoensbroek, Commandeur tot Gemert uyt onse parochiekerke, capelle van Haendel ende schoolen gejaeght, ende hy heeft die Geuzen overal ingeplant." Gelukkig duurde deze toestand maar veertien jaar, waarna de kapel door de volgende commandeur in meer dan de oude luister werd hersteld. Het wonderbeeldje zelf was ondertussen verborgen geweest.

## Tegenwoordig
Het beeldje staat tegenwoordig opgesteld in een zijbeuk van de kerk in een voor haar gemaakte kapel van diepblauw en groen geglazuurde tegels. Nog altijd trekt zij veel pelgrims, vooral in de maand mei. Beroemd is de Handelse Processie die elk jaar te voet uit Valkenswaard komt. Samen met de Zoete Moeder en Onze Lieve Vrouwe van Ommel vormt zij de trits van de grootste Mariaplaatsen in het Bisdom 's-Hertogenbosch. In het nummer Salve Regina bezingt Gerard van Maasakkers de processie.